# Селянські повстання 1929—1932
Селянські повстання 1929—1932 — повстання проти більшовицького режиму 1929—1932. Офіційний курс більшовицького режиму на суцільну колективізацію сільського господарства й проведення її «в історично мінімальні строки», на «насаджування колгоспів і радгоспів у сільське господарство», на загострення «класової боротьби» на селі, розкуркулювання, грабіжницька хлібозаготівельна та фіскальна політика, закриття церков створили наприкінці 1920-х рр. нестерпне становище на селі. Це спричинило зростання селянського опору: за 10 місяців 1929 Державне політичне об'єднання УСРР зареєструвало 1120 випадків підпалів, побиття, убивств комуністів і сільських та колгоспних активістів, які впроваджували більшовицький курс на селі. За оцінкою генерального секретаря ЦК КП(б)У С.Косіора, розмах «куркульського терору» в Україні 1929 р. зріс у 4 рази у порівнянні з 1927.

## Супротив диктатурі
На селі вороже сприйняли мобілізованих для колгоспизації українського села т. зв. двадцятип'ятитисячників: «Нам не треба диктатури пролетаріату», «Геть диктатуру пролетаріяту, при якій селянам не можна жити!», «Лише приватне господарство є основою держави. Колективи є перехідною сходинкою до комуни, а комуна — це чума для селянства» (Могилівська округа).
Для упередження протесту, що наростав в українському селі, до 9 лютого 1930 було заарештовано 11685 осіб. Відповідно до директив з Москви розкуркулення і виселення куркулів здійснювалися як військова операція ДПУ УСРР. Для її проведення в районах формувалися особливі загони з озброєних партійців і комсомольців, а в округах — із чекістсько-військового резерву, комуністів, комсомольців, піших і кінних частин міліції. До кожної округи прикріплювалися війська ДПУ і школи міліції (оперативний наказ ДПУ УСРР від 11 лютого № 4472).
Форсуючи темпи колективізації, більшовицьке керівництво УСРР визначило 199 т. зв. районів суцільної колективізації; у лютому 1930 їх число було збільшене до 309, тобто до понад половини всіх районів УСРР. Насаджування колгоспів викликало протидію селян: вони почали масово розпродувати майно і худобу, зросла кількість втікачів у міста, на будови й шахти Донбасу; почастішали спроби перейти на територію Польщі й Румунії. «Куркульський опір колективізації, починаючи з другої половини грудня, всемірно зростає» (інформація ДПУ УСРР до ЦК КП(б)У 20 березня 1930). Зросло число антиколгоспних листівок, колгоспи трактувалися в них як «друга панщина», поширилися заклики до боротьби за самостійну Україну, апелятиви до національних лідерів («Батько Петлюра, встань, прокинься, подивися, як стогне Україна» (с. Катеринівка Проскурівської округи та ін.). В офіційному листуванні спротив колгоспизації часто називався «волинкою», оскільки селяни чинили запровадженню колгоспів відвертий або прихований опір.

## Ліквідація куркульства як класу
Операція масового виселення куркулів (див. «Ліквідація куркульства як класу»), що розпочалася 19 лютого 1930, різко загострила ситуацію. У 20-х числах лютого в Старобільській окрузі, Проскурівській окрузі, Дніпропетровській окрузі, Сумській окрузі, Шепетівській окрузі та інших округах почалися масові виступи селян. В Любарському районі Бердичівської округи заворушення вибухнули після того, як одночасно було закрито 29 церков. Становище в Шепетівській окрузі загострилося після того, як на початку лютого влада заборонила роботу млинів і масово стала закривати церкви. Учасники заворушень у районному центрі Плужне (нині село Ізяславського району Хмельницької області) цієї округи вимагали: «Не чіпайте церков!», «Не чіпайте куркулів!», «Геть колективізацію!», «Геть радянську владу, будемо вибирати старосту!» За день селянські виступи розпочалися ще в 22-х селах району, а ще через день охопили вже 13 районів округи. У багатьох селах було розігнано сільради, сільських активістів і комуністів побито, колгоспизоване (за тодішньою лексикою — «усуспільне») майно розібране. Придушенням селянських заворушень у Правобережній Україні керував голова ДПУ УСРР В.Балицький. Для ліквідації виступів до Шепетівської округи відрядили 20 комуністів із Харкова і 75 озброєних курсантів школи міліції та війська ДПУ. Селяни чинили спротив і, озброївшись вилами, лопатами й сокирами, вели справжні бої з карателями. На Бердичівщині було сформовано озброєний загін зі 100 бердичівських комуністів та 50 курсантів Київської школи міліції, який разом із кавалерійськими загонами ДПУ під командуванням В.Балицького повів каральні операції проти повсталих.
Режим особливо непокоїло те, що заворушення охопили всі 11 округ прикордонної зони. У Тульчинській, Могилівській та Вінницькій округах відбулися заворушення в 343 сільрадах, було розгромлено 73 сільради, радянську владу ліквідовано в десятках сіл, офіційні джерела відзначають тут 81 випадок збройного опору селян.

## Масштаби заворушень
26 лютого заворушення відбулися в прикордонному Червоноповстанському районі Одеської округи. У с. Градениці (нині село Біляївського району Одеської області) селяни зажадали повернення виселених куркулів, припинення розкуркулювання, повернення зібраного посівного зерна. Повсталі підійшли до застави, вимагаючи її ліквідації й відкриття кордону. 27—28 лютого заворушення перекинулися на сусідні села Троїцьке (нині село Любашівського району) та Яськи (нині село Біляївського району; обидва Одеської обл.). Як зазначав В.Балицький, «весь район розташування цих сіл має міцні повстанські традиції». В Яськах повстанці виступили під керівництвом підпрапорщика Войтенчука; було обеззброєно міліцію, побито й важко поранено 10 комуністів та більшовицьких активістів, худобу розібрано, перекопано вулиці села, влаштовано барикади, біля церкви збудовано дротяні загорожі. Коли загін ДПУ, керований В.Балицьким, увійшов у Яськи, селяни вдарили на сполох. У ході ліквідації заворушення було схоплено 150 осіб. Заворушеннями були охоплені також селах Зельци та Кандель (обидва нині в складі смт Лиманське Роздільнянського району Одеської обл.), Захарівка, Свердлове (нині село Іванове Лиманського району Одеської обл.).

### На Могилівщині
На Могилівщині заворушення охопили 13 районів, вони відбувалися в 93-х селах. У Шаргородському районі поштовхом до них стало свавілля ДПУ УСРР. Односельці заарештованих у с. Плебанівка (нині село Шаргородського району Вінницької обл.) «куркулів» 11 березня гуртом накинулися на опергрупу, побили уповноваженого ДПУ УСРР. Вранці селяни рушили на Шаргород, до них приєдналися мешканці сусідніх сіл Козлівка (нині село Шаргородського району) і Шостаківка (нині у складі м. Шаргород). Були розіслані посланці по навколишніх селах із закликом приєднуватися до повстанців. Натовп у 1,5 тис. осіб прибув до Шаргорода, щоб звільнити заарештованих. Повсталі оточили райвиконком та райком КП(б)У, розгромили райвиконком і фінансовий відділ, де містилися документи про ненависне для селян оподаткування, папери й книги спалили. У вогонь повкидали й портрети вождів режиму. Комуністів та активістів побили, загнали у монастир, звідки вони відстрілювалися разом із міліцією; лише з появою опергрупи ДПУ УСРР у складі 30-ти осіб селяни розійшлися. Війська, викликані з Могилева-Подільського, оточили повсталі села, взяли заручників. Звинувачення навесні 1930 були пред'явлені тільки двом організаторам, але 1937/38 енкаведисти заарештували й стратили всіх інших.

### У Мурафському районі
У суміжному Мурафському районі центром подій стала Слобода Мурафська, де 11 березня був базарний день; слобожани агітували прибулих із сусідніх сіл виступити разом проти колгоспів. Було розгромлено приміщення сільрад у Слободі Мурафській, Мурафі, Клекотині (нині села Шаргородського району) та Травній, знищено папери, повернуто усуспільнене майно. Лунали вимоги звільнення ксьондза та «Геть владу робітників!» У Травній повсталі, шматуючи портрет В.Леніна, примовляли: «Ось тобі, сучий сину, за те, що нас розкуркулюєш, що довів до цього селян». Групу комуністів і робітників, мобілізовану районним комітетом КП(б)У, селяни побили й прогнали, загін міліції закидали палицями й камінням. Лише прибулий кінний резерв із Шаргорода розсіяв натовп і провів арешти. Поблизу сіл Сугаки й Вендичани (нині село й селище міського типу Могилів-Подільського району Вінницької обл.) величезні натовпи селян оточили загін карателів, накинулися на них із сокирами й вилами, закидаючи камінням і намагаючись відбити провідників заворушення в Лучинецькому районі.

### У Тульчинській окрузі
У Тульчинській окрузі проти більшовицького режиму піднялося 189 сіл. Як зазначав у спецзведенні від 13 березня 1930 В.Балицький, у цій окрузі «у цілому ряді пунктів констатується розвиток повстанських тенденцій». Відзначалося, зокрема, що в більшості сіл Бершадського району «повне безвладдя: багато сільрад закрито, місцеві працівники та сільський актив розбіглися … в окремих пунктах вимоги учасників волинок носять різко виражений контрреволюційний характер». У Баланівці та Поташні Бершадського району (нині обидва села Бершадського району Вінницької обл.) більшовицькі органи влади ліквідовано, члени радянських організацій, комітетів незаможних селян, партійці та комсомольці втекли в ліс. За даними окружного відділу ДПУ УСРР, на околицях сіл були виставлені караули. Натовпи селян із кількасот осіб співали «Ще не вмерла Україна!» «З села Баланівки Бершадського району після рішучих заходів нашого загону, — читаємо в зведенні, — пішло до лісу 500 чоловік, озброєних вилами й сокирами». У Великій Русаві (нині село Томашпільського району Вінницької обл.) й Малій Русаві (нині у складі с. Велика Русава) селяни вчинили збройний опір загонові ДПУ УСРР. Гострий характер мав виступ у селах Гарячківка (нині село Крижопільського району Вінницької обл.) і Вільшанка М'ястківського району, де гурт селян із 1—2 тис. осіб вчинив опір прибулому до села загону карателів. Гурт повсталих числом до 1 тис. осіб, що діяв під керівництвом Наріжного, розгромив райвиконком у Соболівці. В Джулинському районі збройні загони селян очолила жінка на прізвище Задорожна, яка оголосила себе диктатором району. В 4-х сільрадах пройшли перевибори, під час яких обрали старост і писарів. Очолювана В.Балицьким група ДПУ УСРР запросила Задорожну й інших керівників районної «диктатури» на переговори й заарештувала їх. Для придушення повстання в Бершадському й Ольгопільському районах було використано кавалерійські загони ДПУ.

## Вимоги повсталих
Донесення місц. органів влади з різних округ фіксують такі вимоги повсталих: «Геть колективізацію!», «не треба СОЗ'у», «Геть податки!», «вислати з села комсомольців», «звільнити заарештованих куркулів та попів», «скасувати податок, призначений у порядку експертного обкладання», «повернути куркулям конфісковане майно та будинки», «ліквідувати сільради та обрати старосту й писаря», «надати виборчі права всім, хто їх не має», «скасувати податок на Церкву», «дозволити вільну торгівлю», «позбавити виборчих прав комсомол», «скасувати політику наступу на куркуля — усі рівні», «Скинули царя, скинемо й совіти!», «Нам не потрібна радянська влада, яка грабує селян!», «Геть комуністів, які ведуть країну до загибелі!», «Замінити сільради старостами», «Геть радянську владу, хай живе самостійна Україна!» (Бершадський, Джулинський, Ольгопільський, Ободівський райони Тульчинської округи). Керівники ДПУ пов'язували антирежимну активність на цих теренах із діяльністю повстанських загонів на чолі із С.Заболотним у 1-й пол. 1920-х рр.

## Оцінка ситуації більшовицьким керівництвом
Перебуваючи в цей час в Україні, голова Центральної контрольної комісії ВКП(б), нарком робітничо-селянської інспекції СРСР Г.Орджонікідзе виклав оцінку ситуації: «…в 3-х округах: Тульчинській, Шепетівській і Могилівській справжні повстання селян. Повстання придушене зброєю, застосувавши кулемети, а в деяких місцях і гармати. Убитих і розстріляних 100, поранених кілька сотень. Ці райони переважно з бідняцьким населенням. В інших районах (Коростенському, Вінницькому, Криворізькому, Харківському, Мелітопольському) такі самі бунти. Причини: скороспішна колективізація, погоня за процентами, усуспільнення корів, звірячий натиск при зборі насіння, глум над релігією і церквою. Обшуки, знімання дахів, підлоги, печей і т. ін. …»
Офіційні зведення за кінець квітня 1930 відзначають факти повторення «волинок», відмови селян виходити на роботу (Гельм'язівський, Чорнобаївський, Канівський райони Шевченківської округи), підпалів (Новосвердловський район Куп'янської округи), сутичок зі зброєю та масового опору представникам влади. У с. Горбані Гельм'язівського р-ну (нині село Переяслав-Хмельницького району Київської обл.) «волинка» змусила актив розбігтися, приміщення правління колгоспу й сільради було розгромлене. Послані з району 10 озброєних комунарів, 4 міліціонери й уповноважений ДПУ УСРР натрапили на селянські пікети. У селі вдарили на сполох. Гурт озброєних підручними засобами селян зустрів прибульців камінням і пострілами (22 квітня 1930). Делегати селянської конференції на Шевченківщині висловлювали настрої, що відкидали політику режиму на селі: «Нам колективізація й соціалізм не нужні, бо це довело нас, що ми голі, босі і годуємо воші»; «колгоспи — це не воля селян, а нове ярмо, давайте обговоримо, як його позбутися». У багатьох селах Київщини селяни розбирали колгоспизовану худобу, реманент і зерно, висували антиколгоспні й антирадянські гасла, поширювали листівки зі сподіваннями на прихід С.Петлюри та закликами розправлятися з комуністами. В Ізюмській окрузі в ряді сіл «куркулі», які підлягали виселенню, вчинили впертий опір прибулим бригадам і були виселені лише після застосування збройної сили. Збройну протидію кампанії виселення було вчинено і в Лубенському районі.

## Павлоградське повстання 1930
Організаційним центром повстання в Дніпропетровській окрузі стали села Павлоградського району. Найбільшу активність виявили селяни з Богданівки, які, готуючись до виступу, домовлялися про спільні дії з мешканцями сіл Павлоградського, Петропавлівського, Близнюківського, Васильківського та інших районів. Костянтин Глібов і Архип Воронкін розподілили завдання й скерували людей до інших населених пунктів для організації збройного виступу.
4 квітня озброєна вогнепальною та холодною зброєю група повстанців із Богданівки вступила в сутичку із загоном міліції, відкрила вогонь, проте сили були нерівні, й повстанці розсіялися. Друга група селян виступила на хуторі Богдано-Вербки та в с. Тернівка. 6 квітня проти селян була залучена оперативна група ДПУ УСРР. Третя група виступила в хуторі Солнцево; її учасники встигли лише поквитатися з радянськими активістами. За інформацією ДПУ УСРР, загальне число учасників повстання становило до 1 тис. осіб. Їм протистояв загін ДПУ УСРР із 35-ти озброєних чекістів, дві сотні міліціонерів. За підрахунками ДПУ УСРР, від рук повстанців загинуло 30 партійців, комсомольців і радянських активістів, із боку селян загинуло 13 осіб, 5 були поранені.
Зведення ДПУ УСРР за 1 квітня 1930 фіксують перелом у ситуації: «Спокійно в усій прикордонній окрузі»; «незначні волинки» відзначено в окремих населених пунктах Кам'янецької округи та Проскурівської округи, які були, як зазначається в документі, «ліквідовані відповідними заходами». У зведенні за 16 квітня пишеться про «бандитські прояви» у Тульчинській, Дніпропетровській та Лубенській округах. «Завдяки рішучим оперативним заходам ліквідація бандитських груп проходить успішно», — читаємо у зведенні.
За підрахунками функціонерів ДПУ УСРР, за час із 20 лютого по 2 квітня 1930 в Україні відбулося 1716 масових виступів, з яких 15 кваліфікувалися як збройні повстання. За даними ОДПУ СРСР, у січні 1930 в УСРР відбулося 45 селянських виступів із 13410 учасниками, у лютому — 200 виступів із 59600 учасниками, у березні — 2945 із 877610 учасниками. За весь 1930 ДПУ УСРР зафіксувало в УСРР 4098 виступів, у яких узяли участь 956587 учасників.

## Осередки нових заворушень
Уже в червні 1930 режим зіткнувся зі значними масштабами втеч виселених «куркулів». Частина з них утікала з-під варти або по дорозі на заслання. Повернувшись додому, втікачі передавали загальні настрої виселенців, поширювали чутки про повстання на Кавказі, у Сибіру, про повстанські загони тощо. Вони посилювали напругу антирежимних настроїв, вимагали від місцевої влади повернення конфіскованого майна та землі (Артемівська округа, Київська округа, Миколаївська округа, Роменська округа). У цьому середовищі вирував дух протесту, визрівали осередки нових заворушень. Так, в Одеській окрузі при спробі затримання втікачів, що повернулися із заслання, відбувся виступ за участю 150-ти жінок, які зажадали залишити всіх прибулих із заслання й повернути їхнє майно. Натовп жінок вселив куркулів у їхні хати. Ті, хто повертався, найчастіше перебували в підпіллі, мешкали в родичів, а то й за межами населених пунктів. Утікачі із заслання створювали осередки спротиву режиму, як, наприклад, у Роменському районі. Тут у загоні, яким керував священик-утікач Скоробогатько, брали участь 22 селян («куркулів»), що втекли із заслання.
На політичний настрій селянства впливали й «куркульські» діти, які повернулися з місць заслання. Їхні оповіді про перебування в таборах Гулагу викликали співчуття односельців. Під враженням почутого від «куркульських» дітей, що побували на висланні, спалахнуло заворушення у Бабанському районі Уманської округи: там під час «волинки» жінки зажадали негайного повернення засланих куркулів, відновлення їх у правах і скликання загальні зборів. 300 жінок зібралися біля сільради, перешкоджаючи арешту «заводіїв» («зачинщиков») «волинки».

## Нові плани розкуркулювання
20 лютого 1931 на засіданні політбюро ЦК ВКП(б) були обговорені нові плани розкуркулювання. Упродовж 6-ти місяців передбачалося депортувати від 200 до 300 тис. сімей. Відповідно до оперативного плану, розробленого ОДПУ СРСР, виселення куркульських сімей за межі України було розпочато 1 червня і закінчено через 39 днів, 9 липня 1931, «точно в срок». За планом належало виселити 30000 сімей, було виселено 31655 сімей (131409 осіб, із них — 46787 чоловіків, 38764 жінки, 45858 дітей). Замість передбачених планом 69-ти ешелонів відправлено 71 ешелон із виселенцями-«куркулями». Цьому передувала превентивна операція ОДПУ СРСР щодо вилучення «активних контрреволюційних елементів села», здійснена в березні 1931. Унаслідок проведеної операції було заарештовано 19 тис. осіб і, як повідомляв голова ДПУ УСРР В.Балицький, «розгромлено ряд організацій, що готувалися до збройного повстання навесні цього року».
Вилучення «куркулів» та репресивний режим на селі пояснюють певне скорочення протестних акцій селянства в червні 1931. Якщо в травні було зареєстровано 185 «терактів» проти представників влади та більшовицьких активістів, то в червні — 88. Скоротилося й число масових виступів проти більшовицьких кампаній на селі (13 у червні проти 36 у травні). Проте в донесеннях ОДПУ СРСР знаходимо дані про нові протестні акції селянства («волиночні тенденції»). Так, згадується про спроби «волиночним шляхом протидіяти виселенню куркульства» в Березівському, Куп'янському, Попільнянському районах. Відзначено поширення листівок та чуток, спрямованих проти політики сталінського режиму на селі, зокрема проти виселення «куркулів».
Частина приречених владою до виселення продовжувала тікати в промислові центри та міста, частина йшла в ліси, де створювалися повстанські загони («банди», за лексикою ОДПУ СРСР). Наприклад, у Городнянському районі було створено групу зі 150-ти осіб, якою керував Рябченко. 17 червня 1931 в ході двогодинного бою її було розгромлено. Загони, створені «куркулями»-втікачами, діяли в Старобільському (Терещенський ліс), Коростишівському, Орининському (Рудівський ліс) районах. ОДПУ СРСР звітувало про ліквідацію «бандгруппировок», які мали політичне забарвлення (тобто були налаштовані антибільшовицьки), у Шосткинському, Ямпільському, Глухівському, Новомосковському, Знам'янському, Гадяцькому, Зіньківському, Роменському, Лохвицькому, Березівському районах.

## Курс на голодомор
Донесення ОДПУ СРСР за квітень 1932 фіксують «продовольственные затруднения» в Харківській області, Київській області, Одеській області, Дніпропетровській області та Вінницькій області; насправді ж ішлося про голод на селі, бо тут-таки пишеться про опухання з голоду, факти голодної смерті, харчування падаллю тощо. У зв'язку із цим відзначається різке зростання «неорганизованного отходничества», тобто втеч селян у пошуку продовольства. За неповними даними, за січень 1932 таке «неорганізоване відхідництво» із села в міста й пром. центри становило по УСРР 126720 осіб.
У березні 1932 число масових виступів різко зросло. При цьому, як зазначають інформаційні огляди ОДПУ СРСР, переважна більшість масових виступів (243 із 257), які відбулися за півроку, «були на ґрунті хлібозаготівель і за останній час — продовольчих утруднень». Підтвердженням цього є численні факти масових нападів на хлібні магазини, зумовлених голодом. За даними ОДПУ СРСР, статистика виступів і «волинок» за жовтень 1931 — березень 1932 була такою: Поряд із різким зростанням загального числа виступів зросла й середня кількість їх учасників — 300—500 осіб.
Демонструючи вжиті заходи в боротьбі з народним спротивом в УСРР, ОДПУ СРСР звітувало про те, що із жовтня по 1-шу декаду березня 1932 по 66-ти районах було викрито 80 «куркульських і антирадянських угруповань», 22 «контрреволюційні організації», що поширювали свою діяльність на 48 районів. За підозрою в скоєнні «терактів» за цей період було заарештовано 836 осіб, у тому числі 236 «куркулів і заможних». Розкрито за цей період 161 теракт й арештовано 327 осіб.
За даними ОДПУ СРСР, у липні 1932 голодом в УСРР були охоплені 127 районів і Автономна Молдавська СРР. З деяких районів у пошуках продовольства виїхало до половини населення. На місцях тривали виходи з колгоспів і розбирання майна. За період із 1 січня по 15 липня 1932 в Україні зареєстровано 923 масові виступи (із 1630-ти загалом по СРСР за 7 місяців), причому в це число не включено чимало «волинок», якими супроводжувалися виходи з колгоспів.
За 1-шу половину 1932 ОДПУ СРСР звітувало про розкриття 118-ти «куркульських контрреволюційних організацій» із загальним числом учасників 2479 осіб; крім того, «по національній контрреволюції» було виявлено 35 груп із 562 учасниками. За спецзведеннями ОДПУ СРСР, ці «контрреволюційні організації» мали «повстанський характер» і займалися «вербуванням повстанських кадрів і підготовкою збройного повстання». Функціонери ОДПУ СРСР не раз підкреслювали, що за масовими антирадянськими проявами УСРР стоїть на першому місці.
Вирішальним інструментом у придушенні народного спротиву більшовицькому режиму став голодомор 1932—1933 років в УСРР.